# Zafre
Zafre o  alquifol es una mezcla química que se utiliza para teñir de azul vidrios y cerámicas. Principalmente es óxido de cobalto mezclado con cuarzo y hecho polvo. La palabra zafre procede del árabe zahr, que a su vez parece provenir del persa zahr (veneno). En otros manuales se relaciona con zafiro.
En el campo de la cerámica el uso del cobalto, como esmalte o vidriado azul, se prepara fundiendo conjuntamente arena cuarzosa, potasa y mineral de cobalto quemado.